# 斯凯柳瓦泰 (扎波罗热区)
斯凯柳瓦泰（烏克蘭語：Скелювате），是烏克蘭東南部扎波羅熱州扎波羅熱區维利尼扬斯克市镇内的村落。始建於1929年，面積0.6平方公里，2001年人口158，人口密度每平方公里265.6人。